# Lac Olnie I
Le lac Olnie I est un lac d'Argentine. Il est situé au centre du département de Río Chico de la province de Santa Cruz, en Patagonie.

## Géographie
Le lac, situé dans le piémont andin, s'étend d'ouest en est sur une longueur de 3.3 kilomètres et à une altitude de 985 mètres. Il couvre une superficie de plus ou moins 3 km2. 

Le lac est situé à moins de 40 kilomètres à l'est du lac Belgrano, donc du parc national Perito Moreno. Il se trouve juste au pied (piémont oriental) du  Cerro Belgrano, et moins de 5 km au nord-ouest du lac Asador.

## Émissaire
Son émissaire prend naissance au niveau de sa rive nord-ouest et se dirige vers le nord. Il est le principal tributaire du lac Olnie II situé moins de 2 kilomètres au nord. Le lac est alimenté principalement par la fonte des neiges et les précipitations du versant oriental du cerro Belgrano (haut de 1 961 mètres).